# Aaron Broussard
Aaron Broussard (ur. 14 kwietnia 1990 w Federal Way) – amerykański koszykarz, występujący na pozycjach rzucającego obrońcy, obecnie zawodnik SL Benfica.
10 lipca 2017 został zawodnikiem MKS-u Dąbrowy Górniczej. 12 lipca 2018 podpisał umowę z rosyjskim BC Niżnym Nowogród. 10 listopada dołączył do Anwilu Włocławek. 11 lipca 2019 opuścił Anwil, by dołączyć do rumuńskiego CSM Oradea. Od sezonu 2021/2022 reprezentuje barwy portugalskiego klubu SL Benfica.

## Osiągnięcia
Stan na 26 kwietnia 2021, na podstawie, o ile nie zaznaczono inaczej.
NCAA
- Zaliczony do:
  - I składu:
    - All-Independent (2011, 2012)
    - Coaches vs. Classic Irvine Subregional (2011)
- Lider konferencji Independent w skuteczności rzutów wolnych (2012)[8]

Drużynowe
- Mistrz:
  - Polski (2019)[9]
  - Islandii (2013)[10]
- Brąz FIBA Europe Cup (2021)[11]
- Finalista pucharu Islandii (2013)[10]

Indywidualne
(* – nagrody i wyróżnienia przyznane przez portal eurobasket.com)
- MVP:
  - ligi islandzkiej (2013)*[10]
  - miesiąca francuskiej II ligi Pro B (listopad 2016)[12]
- Najlepszy zawodnik zagraniczny ligi islandzkiej (2013)*[10]
- Najlepszy skrzydłowy ligi islandzkiej (2013)*[10]
- Zaliczony do:
  - I składu:
    - ligi islandzkiej (2013)*[10]
    - najlepszych zawodników zagranicznych:
      - ligi islandzkiej (2013)*[10]
      - III ligi francuskiej (2014)*[13]

    - defensywnego ligi islandzkiej (2013)*[10]

  - II składu:
    - II ligi francuskiej (2017)*[14]
    - III ligi francuskiej (2014)*[13]

  - III składu II ligi francuskiej (2015, 2016)*[15][16]
- Lider:
  - strzelców III ligi francuskiej (2014)[13]
  - II ligi francuskiej (Pro-B) w przechwytach (2015)[15]